# شون باكمان
شون باكمان (بالإنجليزية: Sean Backman)‏ هو لاعب هوكي جليد أمريكي، ولد في 29 أبريل 1986 في Cos Cob, Connecticut ‏ في الولايات المتحدة.

## وصلات خارجية
- شون باكمان على موقع دوري الهوكي الوطني (الإنجليزية)
- شون باكمان على موقع EliteProspects.com (الإنجليزية)
- شون باكمان على موقع HockeyDB.com (الإنجليزية)